# Чон Хви Ин
Чон Хви Ин (кор. 정휘인, англ. Jung Whee In; род. 17 апреля 1995 года, Чонджу, провинция Чолла-Пукто, Республика Корея) — южнокорейская певица, автор песен. Является вокалисткой и танцором гёрл-группы Mamamoo. В апреле 2018 года дебютировала как сольная исполнительница с песней «Easy».

## Биография
Чон Хви Ин родилась в Чонджу, Чолла-Пукто, Южная Корея, где она жила со своими родителями будучи единственным ребёнком. Она окончила среднюю школу информационных искусств Вонкванга.

## Дискография

### Мини-альбомы
| Название | Детали                                                                                 | Высшая позиция | Продажи |
| Название | Детали                                                                                 | KOR            | Продажи |
| -------- | -------------------------------------------------------------------------------------- | -------------- | ------- |
| Redd     | - Релиз: 13 апреля 2021 года - Лейбл: RBW - Формат: CD, цифровая дистрибуция, стриминг | 7              | TBA     |

## Фильмография

### Телесериалы
| Год  | Телеканал | Название  | Роль               |
| ---- | --------- | --------- | ------------------ |
| 2016 | TVN       | Entourage | Mamamoo (Эпизод 1) |

### Развлекательные шоу
| Год  | Телеканал | Название     | Примечания                        |
| ---- | --------- | ------------ | --------------------------------- |
| 2018 | JTBC      | Secret Unnie | Регулярный участник (Эпизоды 2-6) |